# Siti Nurhaliza I
Siti Nurhaliza I은 말레이시아의 팝 가수 시티 누르할리자의 첫 번째 정규 앨범이다. 1996년 4월 1일 수리아 레코드를 통해 발매되었다. 자신의 이름을 앨범 이름으로 사용한 첫 앨범이며, 총 80만장의 판매량을 기록해 시티의 앨범 중 말레이시아에서 최고의 판매량을 기록했다. 한편 당시 아누게라 주아라 라구(Anugerah Juara Lagu) 대회에서 당시 인기 가수인 지아나 제인과 파우지아 라티프 등을 따돌리고 우승을 거두었다.

## 앨범 개요
데뷔 전 시티는 고향의 노래 경연 등에 참여하며 이름을 조금씩 알렸고, 1995년 RTM Bintang HMI 대회에 참여했다. 여기서 시티는 작곡가 아드난 아부 하산(Adnan Abu Hassan)을 만났으며, 하산은 이후 시티의 보컬 퍼포먼스를 가르치고 도와줬다. 대회 승리 이후 수리아 레코드(Suria Records)와 계약을 맺었으며, 이듬해인 1996년 수리아 레코드를 통해 첫 번째 싱글 <Jerat Percintaan>을 발매했다. 같은 해 4월 첫 정규 앨범인 <Siti Nurhaliza I>을 발매했다.
싱글로 발매된 <Jawapan di Persimpangan>, <Jerat Percintaan>, <Antara Waktu Dan Usia>, <Cari-cari>가 수록되었다. 하산의 곡이 무려 7곡이나 수록되었는데, 이는 하산이 시티에게 가져다 준 영향이기도 하다(후에 2집에서 <Wajah Kekasih>등을 작곡해줬다). 특히 3번 트랙 <Jerat Percintaan>은 제11회 아누게라 주아라 라구(Anugerah Juara Lagu) 대회에서 최고의 퍼포먼스 및 최고의 발라드 상을 탔다. 이후 아누게라 빈탕 포풀라르(Anugerah Bintang Popular)에서 가장 인기 있는 연예인, 가장 인기 있는 여자 가수, 가장 인기 있는 10대 연예인으로 승리했으며, 전체적으로는 가장 인기 있는 스타로 승리했다.

## 수록곡
- Jawapan di Persimpangan
- Mahligai Asmara
- Jerat Percintaan
- Antara Waktu Dan Usia
- Sempadan
- Sanggar Bayu
- Cari-cari
- Bicara Luka
- Kerana Jelingan Mu
- Jalanan Berduri

## 특징
- 1번 트랙 <Jawapan Di Persimpangan>, 3번 트랙 <Jerat Percintaan>, 4번 트랙 <Antara Waktu Dan Usia>, 7번 트랙 <Cari-cari>는 싱글로 발매되었다.
- 이 앨범은 인도네시아에서 발매되지 않았다.

1. ↑  “Siti Nurhaliza”. 《SitiZone》. 2010년 2월 28일에 원본 문서에서 보존된 문서. 2010년 6월 17일에 확인함.
2. ↑  “Career Highlights: Adnan Abu Hassan”. 《The Malay Mail  - HighBeam Research 경유 (구독 필요)》. 2001년 4월 2일. 2014년 7월 27일에 원본 문서에서 보존된 문서. 2014년 7월 25일에 확인함.
3. ↑  “Cabaran Buat Siti Nurhaliza.”. 《Utusan Malaysia》 (말레이어). Simply Siti Nurhaliza Zone. 2011년 12월 8일에 원본 문서에서 보존된 문서. 2010년 6월 17일에 확인함.